# Symphonie no 3 de Madetoja
Pour les articles homonymes, voir Symphonie nº 3.
La Symphonie no 3 en la majeur op. 55 a été écrite par le compositeur finlandais Leevi Madetoja en 1925-1926, pendant ses vacances à Paris, avant de retourner à Helsinki, en Finlande, pour terminer le travail. Optimiste et pastorale de caractère, la symphonie est aujourd'hui considérée comme l'une des plus belles symphonies du canon orchestral finnois post-Sibélien; en effet, un «chef-d'œuvre ... égal dans la taille» aux sept essais de Sibelius dans la forme. Bien que techniquement, sa quatorzième symphonie (une quatrième symphonie a été perdue et donc jamais achevée), la Troisième est néanmoins - en raison du destin de son successeur - le dernier ajout au répertoire de Madetoja.
L'Orchestre Philharmonique d'Helsinki a créé la nouvelle symphonie à Helsinki le 8 avril 1926 sous la baguette du compositeur. Bien que Madetoja ait reçu les éloges habituels, la nouvelle pièce a perplexe admirablement son audience, qui avait prévu une déclaration dramatique et patriotique semblable à ceux que ses deux prédécesseurs monumentaux, la Deuxième Symphonie (1918) et les Ostrobothniens (1924) avaient faite; la signification (ultérieure) de la Troisième Symphonie a donc échappé à presque tout le monde.

## Historique
Après le succès de l'opéra Les Ostrobothniens, Madetoja partit pour la France, séjournant six mois à Houilles, une petite ville située juste à l'extérieur de Paris. Ici, dans le calme de la banlieue parisienne, Madetoja commence à composer sa Troisième Symphonie, op. 55. À son retour en Finlande en octobre (en raison de soucis financiers), son travail sur le projet s'est poursuivi. La nouvelle symphonie a été créée à Helsinki le 8 avril 1926, et bien que Madetoja ait reçu les louanges habituelles, le public et les critiques sont restés quelque peu perplexes devant la nouvelle composition. Après la Deuxième symphonie monumentale et élégiaque, l'optimisme et la retenue de la Troisième ont provoqué la surprise, sa signification échappant à presque tout le monde. Quelques années plus tard, l'écrivain français Henri-Claude Fantapié décrit la Troisième Symphonie  joyeuse et pastorale comme une « sinfonia Gallica » et explique les réactions apparues lors de la création en ces termes: « Les auditeurs s'attendaient à ce que l'opéra [Les Ostrobothniens] soit suivi par un hymne nationaliste et ont été déçus d'entendre quelque chose qui leur semblait hermétique et qui, pour couronner le tout, manquait de pomposité et de solennité ... les qualités que la majorité des mélomanes finlandais attendent toujours dans une nouvelle œuvre ». Néanmoins, aujourd'hui la Troisième Symphonie est largement considérée comme un "chef-d'œuvre" de Madetoja, une des rares symphonies finlandaises pouvant se comparer aux sept symphonies de Sibelius.

## Structure
La symphonie est composée de quatre mouvements :
1. Andantino—Allegretto
2. Adagio
3. Allegro non troppo
4. Pesante, tempo moderato—Allegretto

Durée : environ 31 minutes

## Discographie
Jusqu'ici, la Troisième Symphonie de Madetoja n'a été enregistrée que par des orchestres nordiques, généralement comme faisant partie intégrante d'un plus grand projet d'enregistrement des principales œuvres orchestrales de Madetoja, comme celles de Petri Sakari et l'Orchestre symphonique d'Islande (1991-92), Arvo Volmer et l'Orchestre symphonique d'Oulu (1998-2006), et John Storgårds et l'Orchestre philharmonique d'Helsinki (2012-13).
| Chef d'orchestre    | Orchestre                                     | Année | Durée | Label                         |
| ------------------- | --------------------------------------------- | ----- | ----- | ----------------------------- |
| Jorma Panula        | Orchestre philharmonique d'Helsinki           | 1973  | 30:43 | Finlandia (FACD 011)          |
| Petri Sakari        | Orchestre symphonique d'Islande               | 1991  | 32:11 | Chandos (CHAN 9036)           |
| Jukka-Pekka Saraste | Orchestre symphonique de la radio finlandaise | 1993  | 29:24 | Finlandia (FACD 4509-96867-2) |
| Arvo Volmer         | Orchestre symphonique d'Oulu                  | 1998  | 29:55 | Alba Records (fi) (ABCD 1324) |
| John Storgårds      | Orchestre philharmonique d'Helsinki           | 2013  | 31:24 | Ondine (ODE 1211-2)           |